# Sergio Pappalettera
Sergio Pappalettera (Milano, 15 settembre 1961) è un grafico, designer, direttore artistico e regista italiano.
Milanese di nascita, nel 1984 fonda lo Studio Prodesign Srl orientando l'attività principalmente verso l'ambito musicale. Inizia la sua carriera collaborando con i più grandi artisti italiani ideando le illustrazioni di copertina delle loro produzioni discografiche. Spazia tra generi diversi: da Gommalacca di Franco Battiato, a Hanno Ucciso l'Uomo Ragno degli 883, così come Medina di Pino Daniele e Safari di Jovanotti. Nel 2001 riceve l'Italian Music Awards per la “Miglior illustrazioni di copertina dell'anno”. Sergio Pappalettera è anche art director di grandi eventi come le due edizioni del Jova Beach Party e dello show dell'Albero della Vita all'EXPO Milano 2015. Si è occupato della direzione artistica dei visual di altre personalità cardine della cultura italiana come la performance dei Måneskin agli EMA's 2021e XFactor Italia 13. Ad oggi è direttore artistico e coordinatore del reparto grafico del programma televisivo Striscia la Notizia.
Come artista Pappalettera vanta numerose esposizioni in gallerie nazionali e non. Nel 1999 espone negli spazi della Triennale di Milano in Tratto Continuo. Merci linguaggi e tendenze nei giovani del 2000. Nel 2004 l'Istituto Italiano di Cultura in Brasile organizza la mostra Tropitália: a nova música italiana, che vede le più importanti illustrazioni di copertina della musica italiana realizzate da Pappalettera e una personale delle sue opere d'arte, riservando all'artista un'ala del Centro Cultural Justiça Federal di Rio de Janeiro, sede dell'evento. Nel 2004-2005 allestisce a Milano, presso la Galleria d'arte contemporanea Corsoveneziaotto, la mostra dal titolo The art cover. Nel 2007 espone le sue opere nella mostra collettiva itinerante !Mai dire Mao! – Servire il Pop. Nel 2008, durante il 58º Festival della Canzone Italiana, espone presso il Teatro Ariston e il Casinò di Sanremo. Sempre nel 2008 tiene alla Triennale Bovisa la personale Il gioco del mondo, ospitata nel 2009 dal Museo d'Arte Contemporanea di Roma (MACRO). Nel 2008/2009 prende parte alla mostra collettiva Accumulo. Magazzino antropologico dell'arte, curata da Andrea B. Del Guercio all'Accademia Contemporanea OffBrera di Milano. Nel 2011 tiene una personale a Londra presso la Amstel Gallery e a New York presso Fiorentini + Baker. Nel 2012 la sua opera Uomo Mantra entra a far parte del patrimonio artistico del Museo Michetti (MuMi) della Fondazione Michetti, con sede a Francavilla al Mare (Chieti). Nel 2013, in occasione dei primi vent'anni di attività della Onlus Bambini Cardiopatici nel Mondo, tiene a Milano, presso la Rotonda della Besana, la personale dal titolo Non si gioca senza il cuore – World in progress.
La sua attività continua come regista di corto e mediometraggi; si ricordano Venceremos (2000), selezionato per il Sundance Film Festival e per il Festival di Locarno, Mario il Cavallo (2001), mediometraggio premiato al Roma Film Festival.
Nel 2014 e nel 2015 cura la direzione artistica del programma TOP DJ, in onda su Sky Uno. Nel 2015 è il direttore artistico dell'evento Achieve More di Microsoft, in programma al FuoriSalone di Milano. Si occupa anche della direzione artistica degli sponsor show dell'Albero della Vita all'interno dell'Expo 2015. Inoltre, sempre per l'Expo, è il direttore artistico del video della Sanpellegrino The Unique Journey of Natural Mineral Water. A settembre l'Expo Gate di Milano ospita la sua personale Metamorfosi, un percorso interarrivo, tra videoproiezioni, suoni e performance live. Gli viene affidata la direzione artistica del progetto Miu Miusic, la applicazione di Miu Miu per combinare brani musicali esclusivi e grafiche originali ispirate alle collezioni della casa di moda, dando vita a minivideo unici e personalizzati. Cura la direzione artistica e il coordinamento del progetto visual Givenchy@Isetan/Tokyo.
Dal 1991 al 2018 Pappalettera è l'art director visual dei concerti di Jovanotti, di due concerti di Pino Daniele (1998 e 2012) e di Eros Ramazzotti (2006) e Alessandra Amoroso (2022).
Nel 2002 cura la regia del video Salvami di Lorenzo Cherubini, in arte Jovanotti, che si aggiudica il Premio Videoclip Italiano per il “Miglior video di ricerca”. Del 2022 sono invece Sono e Gli Ultimi Romantici di Eros Ramazzotti.
Dal 2003 è docente di Comunicazione visiva e grafica, ad oggi presso l'Università IULM di Milano.